# Білогорський (Біляєвський район)
Білого́рський (рос. Белогорский) — селище у складі Біляєвського району Оренбурзької області, Росія.

## Населення
Населення — 619 осіб (2010; 747 у 2002).
Національний склад (станом на 2002 рік):
- росіяни — 58 %